# Siragra nitida
Siragra nitida är en stekelart som beskrevs av Cameron 1907. Siragra nitida ingår i släktet Siragra och familjen bracksteklar. Inga underarter finns listade i Catalogue of Life.